# Музей церковного искусства (Куопио)
Музей церковного искусства (фин. Suomen ortodoksinen kirkkomuseo) — музей церковного искусства, расположенный в здании церковного управления в городе Куопио, в Финляндии.

## История

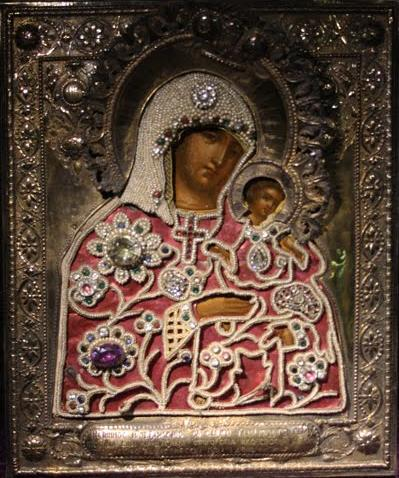
Коневская икона, XVIII век из собрания музея

Основу коллекции современного музея составляют экспонаты древлехранилища Валаамского монастыря, учреждённого в 1911 году. Духовная Консистория Выборгской и Финляндской епархии предписывала православным приходам на территории Великого княжества Финляндского передавать в созданное монастырское древлехранилище предметы церковной утвари, вышедшие из употребления, но приходские общины неохотно выполняли данное распоряжение в связи с чем запланированное как общеепархиальное древлехранилище представляло собой монастырское музейное собрание.
Деятельность древлехранилища нарушилась в 1939 году в связи с началом войны между Финляндией и Советским Союзом, когда собрание церковных древностей было эвакуировано вглубь Финляндии и на протяжении десяти лет хранилось разрозненно по различным церковным и государственным хранилищам.
На несоответствующие условия хранения церковных древностей впервые обратил внимание протодиакон Лео Касанко, исполнявший обязанности секретаря при архиепископе Германе (Ааве). Общими усилиями руководства Финляндской архиепископии, Учёной архивной комиссии и Объединения музеев Финляндии в 1957 году в Куопио был открыт церковный музей, разместившийся первоначально в помещениях на первом этаже дома священника на улице Венемиехенкату (в этой связи музей шутливо называли «подвальный музей»).
24 апреля 1968 года архиепископом Карельским Павлом (Гусевым) в Куопио было заложено новое здание Церковного управления Финляндской архиепископии Константинопольского патриархата. В этой связи было предусмотрено строительство специальных площадей под церковный музей, который переехал в новое помещение на улице Карьяланкату в 1969 году. В 1971 году был официально избран первый директор музея.
Коллекция музея насчитывает значительное количество предметов церковного искусства XVII—XX веков из числа имущества эвакуированных вглубь страны православных приходов Карельского перешейка и монастырей (Коневского и Печенгского). Формирование коллекции продолжается за счёт частных дарений, подарков членов организации «Лотта Свярд» и закупок с аукционов.
В штате сотрудников музея: директор, научный сотрудник, специалист по консервации тканей, ассистент и лектор.
В 2000-х годах, в течение ряда лет музей был закрыт на реконструкцию. 24 апреля 2015 года митрополит Шведский Клеопа (Стронгилис) открыл обновлённую экспозицию музея.
В 2017 году, в честь 100-летия независимости Финляндии, в музее была устроена выставка, посвящённая верованием финнов.